# 도정연
도(정우)정연(1994년 11월 11일 ~)은 대한민국의 뮤지컬 배우다. 2017년 뮤지컬 '미드나잇'으로 데뷔했다.
2024년 1월부터 틱톡(@9x1x1x4)을 통해 방송을 하며, 팬들과 활발히 소통 중이다.
KEY(SHINee), 창섭(BTOB)와 군대 동기로, 인스타그램 피드에 같이 찍은 사진과 영상이 올라와있다.

## 방송
- 팬텀싱어 3 (2020) - Top74

## 공연
- 미드나잇 (2017)
- I'mstargram (2017)
- 베어 더 뮤지컬 (2017)

## 음반
- bare the musical (2018)